# Françoise Renaud
Françoise Renaud (geboren 17. September 1956 in Pornic) ist eine französische Schriftstellerin. 

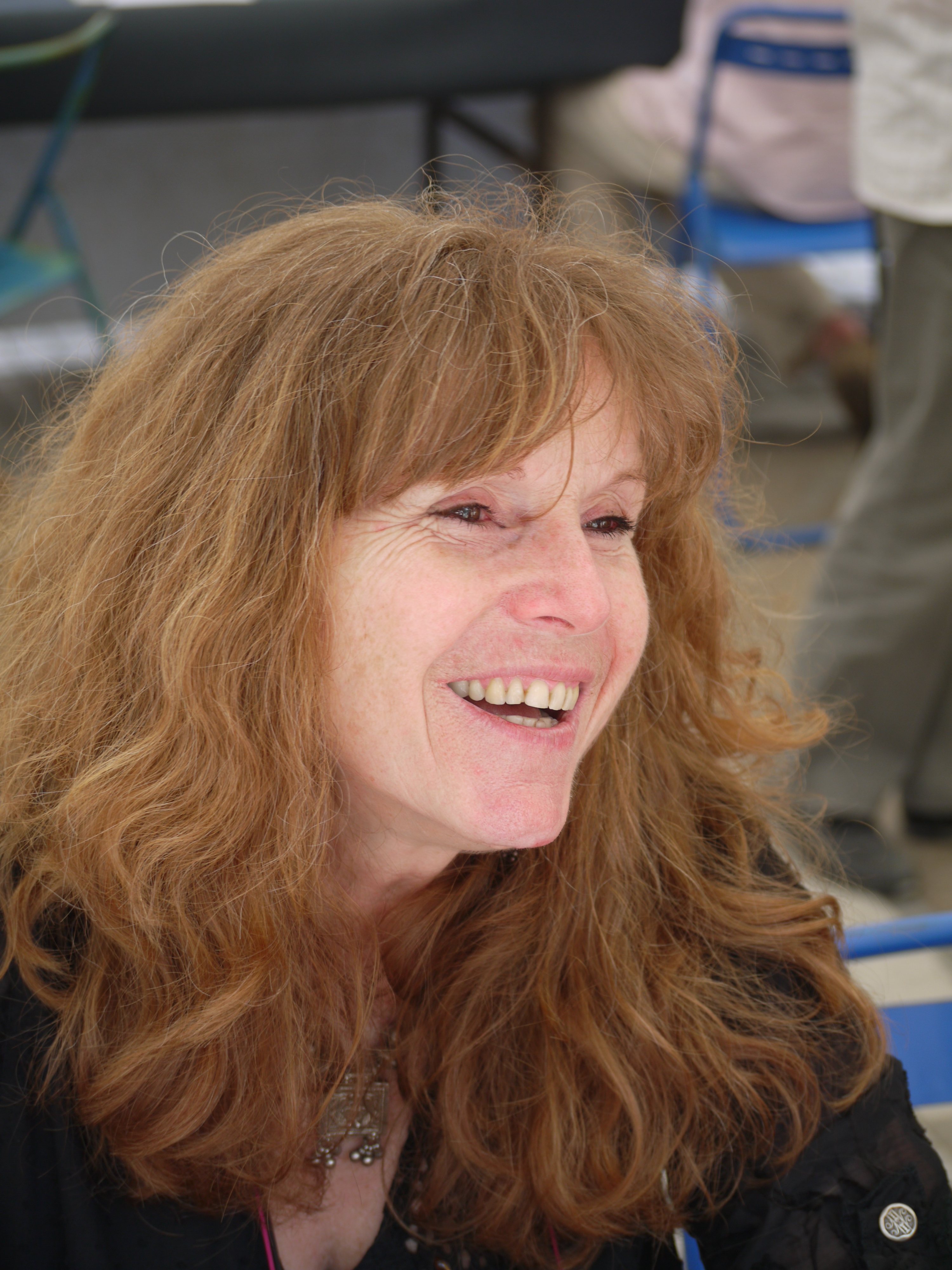
Françoise Renaud (2010)

## Leben
Françoise Renaud ist die Tochter eines Maurers und einer Lehrerin. Sie besuchte die Schule in Sainte-Marie-sur-Mer und eine Internatsschule. Sie studierte Geographie in Nantes und in Montpellier und wurde 1981 dort Lehrerin. 
1997 erschien ihr erster Roman L’Enfant de ma mère, seither widmet sie sich der Literatur für Erwachsene und Jugendliche. 2006 schrieb sie einen autobiografisch gefärbten Roman Le regard du père, 2010 veröffentlichte sie eine Romanbiografie über die Malerin Colette Richarme. 

## Werke (Auswahl)
- L’Enfant de ma mère. Roman. HB, 1997
- Femmes dans l’herbe. Roman. Aedis éditions, 1999
- Aujourd’hui la mer est blanche. Roman. Aedis éditions, 2000
- L’Homme d’en face. Roman. Aedis éditions, 2001
- Assis sur la falaise. Erzählung. Zeichnungen Alain Bar. CLC éditions, 2003
- Sentiers nomades. Roman. Aedis éditions, 2003
- Mémoire entre murs. Erzählungen. CE Hôpital Saint-Jean-de-Dieu, 2003
- Créatures du fleuve. Roman. Aedis éditions, 2004
- Le regard du père. Roman. Aedis éditions, 2006
- La Peau de dingo. Roman. Illustrationen Denis Caporossi. CLC éditions, 2006
- Le Voyageur au-dessus de la mer de nuages. Roman. GabriAndre, 2008
- L’autre versant du monde. Roman. CLC éditions, 2009
- Au-delà du blanc – Richarme (1904–1991). Biographie. CLC éditions, 2010
- Lol et la Fascination. Roman. Le Lutin malin, 2011
- Petite musique des vivants. Roman. CLC éditions, 2012
- Inondation. Erzählung. Illustrationen Marie-Lydie Joffre. Petites Proses, 2015
- Ce qu'elle veut dire. Roman. Chèvre-feuille étoilée, 2015
- Oh pas bien large. Prosa. Encre et Lumière, 2017
- Retrouver le goût des fleurs. Roman. CLC éditions, 2017
- Pulsion vivre. Erzählungen. Petites Proses, 2020